# 特羅爾謝爾皮根峰
71°35′S 1°9′W / 71.583°S 1.150°W
特羅爾謝爾皮根峰是南極洲的山峰，位於毛德皇后地的瑪塔公主海岸，屬於阿爾曼嶺的一部分，處於烏特基肯山西南面9公里，挪威製圖師根據探險隊的測量和空中照片繪入地圖。